# 4818 Елґар
4818 Елґар (4818 Elgar) — астероїд головного поясу, відкритий 1 березня 1984 року.
Тіссеранів параметр щодо Юпітера — 3,605.